# 興中県
興中県（こうちゅう-けん）は中華人民共和国遼寧省にかつて存在した県。現在の朝陽市付近に相当する。
遼代に設置され、1265年（至元2年）に廃止された。